# The Daily Telegraph
The Daily Telegraph är en brittisk dagstidning, grundad 1855 i London. Webbplatsen marknadsförs under namnet The Telegraph. Den var 2008 en av de två sista brittiska tidningarna i fullformat, vid sidan av The Financial Times. Daily Telegraphs systerutgåva The Sunday Telegraph grundades 1961. I november 2005 var tidningen Storbritanniens bäst säljande tidning i fullformat, med en daglig försäljning på 904 955 exemplar, jämfört med 692 581 för The Times, 261 193 för The Independent och 378 618 för The Guardian. 
I november 2017 hade The Daily Telegraph en upplaga på 458 487 exemplar.

## Politisk inriktning
The Daily Telegraph har politiskt stått mycket nära det konservativa partiet i Storbritannien. Tidningen har varit så nära knutet till partiet att den skämtsamt kallas för "The Torygraph".
Enligt en läsarundersökning från 2004 var 61 procent av tidningens läsare anhängare av det konservativa partiet; i befolkningen som helhet var 31 procent anhängare av partiet.[källa behövs]

## Historia
Tidningen grundades i juni 1855 som The Daily Telegraph and Courier av Arthur B. Sleigh. 1863 flyttade den till Fleet Street. 1876 hävdade The Daily Telegraph att de hade den "största upplagan i världen", vilket användes som marknadsföring i annonser. 1937 slogs tidningen samman med den konkurrerande tidningen The Morning Post och blev The Daily Telegraph and Morning Post. 1961 lanserades systertidningen The Sunday Telegraph. 1969 bytte tidningen namn till The Daily Telegraph. 1994 lanserade den som första brittiska tidning en webbupplaga. 2006 flyttade tidningen till sin nuvarande adress ovanpå Victoria Station, London. 2016 lanserades tidningen som app. 2017 var The Daily Telegraph det största nyhetsmediet i Storbritannien med mer än 25 miljoner unika läsare.
Av tidningens kända skribenter kan nämnas Winston Churchill, när han deltog i fälttåget i Nordvästra gränsprovinsen skickade han artiklar till The Daily Telegraph. Före första världskriget gjorde tidningen en berömd intervju med kejsar Vilhelm II, som var starkt negativ till Storbritannien. 1939 var The Daily Telegraph den första tidning som rapporterade om andra världskrigets utbrott.